# Белият лотос
Белият лотос (на английски: The White Lotus) е американски сатиричен комедийно-драматичен телевизионен сериал, създаден, написан и режисиран от Майк Уайт, чиято премиера е по HBO на 11 юли 2021 г. Сериалът получава зелена светлина през октомври 2020 г. и е заснет на Хаваите в края на 2020 г. Съставът включва Мъри Бартлет, Кони Бритън, Дженифър Кулидж, Александра Дадарио, Джейк Лейси, Наташа Ротуел и Стийв Зан.
Първият сезон, състоящ се от шест епизода, показва живота на персонала и гостите в тропически курорт на Хаваите. Поредицата описва седмица от живота на почиващите, докато се отпускат и подмладяват в рая на Хаваите. С всеки изминал ден обаче у тези перфектни пътешественици, веселите служители на хотела и самия идиличен район се появява все по-тъмна страна. Добрите отзиви на критиците водят до подновяване на шоуто като антологична поредица, която ще разкаже историята на различна група пътници по време на престоя им в друг имот на Белия лотос.

## Актьорски състав и герои

### Главни роли
- Мъри Бартлет като Армънд,[2] управител на курорта Белият лотос и бивш наркоман, който е трезвен от 5 години
- Кони Бритън като Никол Мосбахер,[2] финансов директор на интернет търсачка и съпруга на Марк
- Дженифър Кулидж като Таня Маккуид,[2] жена с лични проблеми, чиято майка наскоро е починала
- Александра Дадарио като Рейчъл,[2] журналистка и отскоро съпруга на Шейн
- Фред Хехингър като Куин Мосбахер,[2] синът на Никол и Марк, който се чувства неадекватно в социална среда
- Джейк Лейси като Шейн Патън,[2] брокер за недвижими имоти и съпруг на Рейчъл
- Британи О'Грейди като Пола,[2] приятелка на Оливия от колежа
- Наташа Ротуел като Белинда,[2] спа мениджър на курорта
- Сидни Суини като Оливия Мосбахер,[2] циничната дъщеря на Никол и Марк, която е второкурсничка в колеж
- Стийв Зан като Марк Мосбахер,[2] съпругът на Никол, който се бори със здравословни проблеми
- Моли Шанън като Кити,[3] майката на Шейн

### Периодични роли
- Лукас Гейдж като Дилън,[3] служител в Белия лотос
- Кекоа Скот Кекумано като Кай,[3] служител в Белия лотос, който има връзка с Пола
- Алек Мерлино като Хъч,[4] сервитьор в Белия лотос
- Джон Грис като Грег,[3] гост в Белия лотос, свързан с Таня

## Продукция

### Развитие
На 19 октомври 2020 г. HBO поръчва Белият лотос като ограничен сериал, състоящ се от шест епизода. Поредицата е създадена, написана и режисирана от Майк Уайт. Уайт е и изпълнителен продуцент заедно с Дейвид Бернад и Ник Хол. Кристобал Тапия де Веер е композиторът на сериала, а Бен Къчинс е оператор на поредицата. На 10 август 2021 г. HBO подновява поредицата за втори сезон.

### Кастинг
След обявяването на сериала за главните роли са привлечени Мъри Бартлет, Кони Бритън, Дженифър Кулидж, Александра Дадарио, Фред Хехинджър, Джейк Лейси, Британи О'Грейди, Наташа Ротуел, Сидни Суини и Стийв Зан. На 30 октомври 2020 г. към актьорския състав в периодични роли се присъединяват Моли Шанън, Джон Грис, Джолин Пърди, Кекоа Кекумано и Лукас Гейдж. Алек Мерлино, който участва в Сървайвър: Давид срещу Голиат заедно с Майк Уайт, получава ролята на сервитьор. При подновяването на сериала за втори сезон е съобщено, че той ще включва предимно нов състав от герои в друг имот на Белия лотос, въпреки че Майк Уайт е заявявал, че има възможност някои актьори от първия сезон да се върнат с първоначалните си герои.

### Заснемане
Основното заснемане за поредицата започва през октомври 2020 г. на Хаваите при спазване на мерките срещу разпространение на COVID-19. На 21 ноември 2020 г. е съобщено, че поредицата е по средата на снимачния период в курорта „Четири сезона“ в Уаилеа, Мауи и е планирано снимките да продължат през декември на места около Мауи.

## Разпространение
Премиерата на сериала е на 11 юли 2021 г. по HBO. В Обединеното кралство и Република Ирландия премиерата на сериала е по Скай Атлантик на 16 август 2021 г.

## Прием

### Отзиви на критиката
Белият лотос е посрещнат положително от критиците. На сайта Rotten Tomatoes поредицата има рейтинг на одобрение от 87% въз основа на 78 рецензии на критици, със средна оценка от 8.40/10. Критичният консенсус на уебсайта гласи: „Въпреки че истинските му намерения могат да станат малко мътни, великолепните гледки, непредсказуемата драма и перфектният актьорски състав превръщат „Белият лотос“ в завладяващ – макар и неудобен – за гледане. В Метакритик сериалът има резултат 82 от 100 въз основа на мненията на 37 критици, което показва „всеобщо одобрение“.
Матю Джейкъбс от TV Guide оценява сериала с 4,5 от 5 и пише, че това е „едно от най-добрите телевизионни произведения за годината досега“. Алън Сепинуол от Ролинг Стоун оценява сериала с 3,5 от 5 звезди и го нарича „често неудобен, понякога поетичен, понякога весел и като цяло дълбоко идиосинкратичен“.